# Вранско езеро (Далмация)
Вижте пояснителната страница за други значения на Врана.
Вранското езеро (на хърватски: Vransko jezero) е най-голямото езеро в Хърватия. Разположено е близо до Адриатическото крайбрежие и в западната си част попада в Задарска жупания, а в източната - в Шибенишко-книнска. Защитен природен парк от 1999 г.

## Общи сведения
Вранското езеро има площ от 30,7 км², дължина 13,6 км и ширина до 2,2 км. Най-голямата му дълбочина е 4 м. Намира се на самото морско равнище, но при някои сезонни колебания може да повиши нивото си до 2 м над него.
Езерото има овална форма изтеглена от северозапад на югоизток покрай морския бряг. От морето го отделя камениста полоса с ширина от 0,5 до 1,5 км. По нея преминава Адриатическото шосе, а в северната ѝ част се намира популярното сред туристите селце Пакощане. Най-близко разположеният град е Биоград на Мору, отстоящ само на 4 км източно от езерото. Сравнително близо е и курортното градче Водице – на 10 км северозападно.
В миналото Вранското езеро е било значително по-обширно, но през XVIII в. е прокопан канал, за да снижи нивото му с 3 метра, което позволило да се освободят и разчистят за обработка нови земеделски земи.
Вранското езеро е карстова долина запълнена с вода. Водата в езерото е съвсем слабо солена поради проникването и на морска вода в него, което прави възможно съжителството тук на сладководни и морски видове риби. Тъй като е богато на риба, се посещава от голям брой запалени рибари, а в околностите му гнездят различни видове диви птици, които могат да бъдат наблюдавани в естествената им среда. За орнитолозите особено значение имат колониите чапли. В езерото се срещат осем вида земноводни, три от които са застрашени от изчезване и са включени в Червената книга на Хърватия.
На 21 юли 1999 г. на територията на Вранското езеро е създаден защитен природен парк, който включва и орнитоложки резерват.

## Културно-исторически забележителности
На територията на Вранското езеро се намират няколко обекта с историческо и културно значение:
- Кулата Осридак датираща от късната античност (IV в.). Изградена по време на Римската империя за отбрана от нападения от изток, за наблюдение на околността и подслон на гарнизона тук по време на внезапни атаки или бури.

- Венецианската кула от XV в. Служила за защита от османските нашествия. Сравнително добре запазена.
- Наблюдателни постове по някогашната венецианско-турска граница, прокарана по тези места в началото на XV в. Поради честите нахлувания и нарушаване на тази граница Република Венеция изгражда цяла система подобни постове.
- Руини от бенедиктинския манастир построен през IX в. и съществувал до XVI в., когато е разрушен от венецианците по време на Венецианско-турската война от 1645-1669.